# Le Choix
Pour le roman court de Paul J. McAuley, voir Le Choix.
 (août 2025).
Pour plus de détails, voir Fiche technique et Distribution.
Le Choix est un film franco-belge (1975) réalisé par Jacques Faber, avec Claude Jade dans un double rôle, sorti en 1976.

## Synopsis
Un comédien qui hésite entre deux sosies, interprétées par la même actrice, Claude Jade. 
Bruxelles : Jean-Pierre (Gilles Kohler) est un jeune acteur sous contrat dans une compagnie théâtrale de Bruxelles, où il fait office en quelque sorte de "Jeune Premier". Anne (Claude Jade) son amie, est une femme douce et calme qui rêve d'une existence quiète et sans histoire, avec les enfants qu'ils concevraient. Mais Jean-Pierre ignore les espiègleries et la fraîcheur d'Anne ; il ne veut pas d'une telle existence. Il se lance à la recherche d'Alain (Georges Lambert), un ami de jeunesse, qui se trouve dans le midi de la France avec une troupe itinérante. En France, Jean-Pierre rencontre Juliette (aussi Claude Jade), une danseuse de l'Opéra de Nice. Juliette est une femme toute différente d'Anne, encore qu'elles se ressemblent beaucoup sur certains points. Jean-Pierre est fortement troublé par les deux aspects opposés de la même femme. Pour finir il perdra l'une comme l'autre...

## Fiche technique
- Réalisateur : Jacques Faber
- Assistant-réalisateur : Jean Goumain
- Scénaristes : Jacques Faber et Nanina Zunino
- Producteurs : Jacques Faber - Jean Goumain et Peter Riethof
- Musique originale : Guy Boulanger
- Image : Jean Rozenbaum
- Montage : Patricia Canino
- Maquillage : René Daudin
- Directeur de la production : André Deroual
- Ingénieur du son : Jacques de Pauw
- Caméraman: Robert Lezian
- Assistant-opérateur : Dominique Arrieu
- Sociétés de Production : - Films du Bélier - Les Films Simone Allouche - Peri Films
- Procédé : 35 mm (positif et négatif) / son mono / Eastmancolor
- Durée : 90 minutes
- Dates de sortie : 
  - Tchéquie : 1976 (Festival international du cinéma à Karlovy Vary)
  - Belgique : 10 janvier 1976 (Bruxelles)
  - France : 12 septembre 1979 (Paris)

## Distribution
- Claude Jade : 
  - Anne Jacquemin, une couturière de théâtre, la gentille fiancée de Jean-Pierre, qui rêve d'une vie bien rangée
  - Juliette Allard, une danseuse qui lui ressemble étrangement et qui fascine Jean-Pierre
- Gilles Kohler : Jean-Pierre Arnaud, un comédien de théâtre qui hésite entre Anne et Juliette
- Georges Lambert : Alain Fabre, un comédien de la troupe et meilleur ami de Jean-Pierre
- Jacques Faber : Daniel Brulard, un ami de Jean-Pierre qui dirige une troupe de théâtre itinérante
- Pierre Laroche : Jean Varly, un comédien
- Suzy Falk : Simone Lenoir, une comédienne
- Ève Bonfanti : Annick Dandry, une comédienne
- Guy Pion : Pierre "Pierrot" Longin, un comédien
- Lucienne Troka : Marie-Thérèse Brulard, une comédienne
- Michèle Marcey : Marie-Louise Lisard, une comédienne
- Maurice Sevenant : le directeur de théâtre Royal du Parc à Bruxelles
- Denise Volny : Mariette, la costumière de Juliette

## Critique
« Plein de bonnes intentions mais mal ficelé et plein de maladresses. Pourquoi la gentille Claude Jade s'est-elle aventurée dans cette galère ? » (Cine Tele Revue, 12. septembre 1979).
Le choix est un premier film qui a été fait avec très peu d'argent[réf. nécessaire] (sortie en Belgique en 1976).  La meilleure critique, entendue au Festival de Namur le 21 novembre 1976, fut de Mrs Davis (acheteur de films) à son épouse : « Si on donne à ce Jacques Faber un bon scénario, il est capable de faire un très bon film »[réf. nécessaire].

## Anecdotes
Le film sort pour représenter la Belgique dans la sélection officielle du Festival international du film de Karlovy Vary en 1976.